# Bosansko-dubrovački rat (1403. – 1404.)
Rat između Bosne i Dubrovačke Republike je trajao od 1403. do 1404. godine. Službeno je završen je primirjem potpisanim 1405. godine, poslije svrgavanja kralja Ostoje u svibnju 1404. godine.

## Tijek
Kralj Stjepan Ostoja je iskoristio slabosti ugarskog vladara Žigmunda Luksemburškog i 1403. se okomio na Dubrovnik koji bio ugarsko-hrvatski vazalni posjed. Otvorenom napadu je prethodilo nekoliko važnih događaja. U Dubrovnik su se sklanjali ugroženi vlastelini koji nisu bili Ostojini istomišljenici. U traženju povoda za napad Ostoja je našao izgovor u vraćanju odbjeglih feudalaca, vraćanju primorja koje im je on prepustio 1399. te na kraju da treba izvjesiti njegovu zastavu kao znak da priznaje da je dio Bosanskog Kraljevstva.
Dubrovčani nisu prihvatili Ostojine zahtjeve i došlo je do sukoba 1403. godine. Bosance je sa sjevera predvodio vojvoda Radič Sanković koji je uspio istjerati predstavnike dubrovačke vlasti iz dobivenog primorja i svede je na ranije granice. I drugi velikaši su s drugih strana napadali na dubrovački teritorij, s juga i istoka knez Pavle Radinović i vojvoda Sandalj Hranić Kosača. Jedina snaga koja je mogla pomoći Dubrovčanima bio je hrvatski ban Hrvoje Vukčić Hrvatinić koji je imao jak utjecaj na kralja Ostoju i bosanske velmože. Hrvojeva pozicija mu to ipak nije dozvoljavala. Hrvoje je bio glavna snaga Ladislava Napuljskog, protivnika Žigmunda Luksemburškog, a time i protivnika Dubrovnika koji je priznavao Anžuvinca za svog vladara.
Premda su dosegli zidine Dubrovnika, Bosanci nisu mogli vojno savladati Dubrovčane. Do jenjavanja sukoba došlo je krajem 1403. godine, a sporadičnih incidenata bilo je i dalje, pa i početkom 1404. godine. Hrvojeva inicijativa za pomirenje donijela je rezultate. On je oko sebe okupio bosansku vlastelu koja je bila protiv nastavka rata. Svrgavanjem kralja Ostoje svibnja 1404. stvoreni su uvjeti za mir između Bosanskog Kraljevstva i Dubrovačke Republike. Zbog neriješenog pitanja spornog sela Lisac, mir je potpisan tek sljedeće 1405. godine. 
U lipnju 1405. novi bosanski vladar Tvrtko II. izdaje povelju kojom priznaje predratno stanje te vraća Dubrovniku primorje i krivnju svaljuje na Ostoju. Dubrovčani ga primaju u vlastelu, darujući mu kuću u Dubrovniku i zemlju u primorju. Iste godine dubrovačkim plemićima proglašeni su Sandalj i Vukac Hranić. Godinama kasnije ratne sjekire su zakopane, a 31. prosinca 1409. godine Ostoji je vraćena kuća i zemlja u primorju te je sa sinom i potomcima primljen u vlastelinski krug.